# Concierge

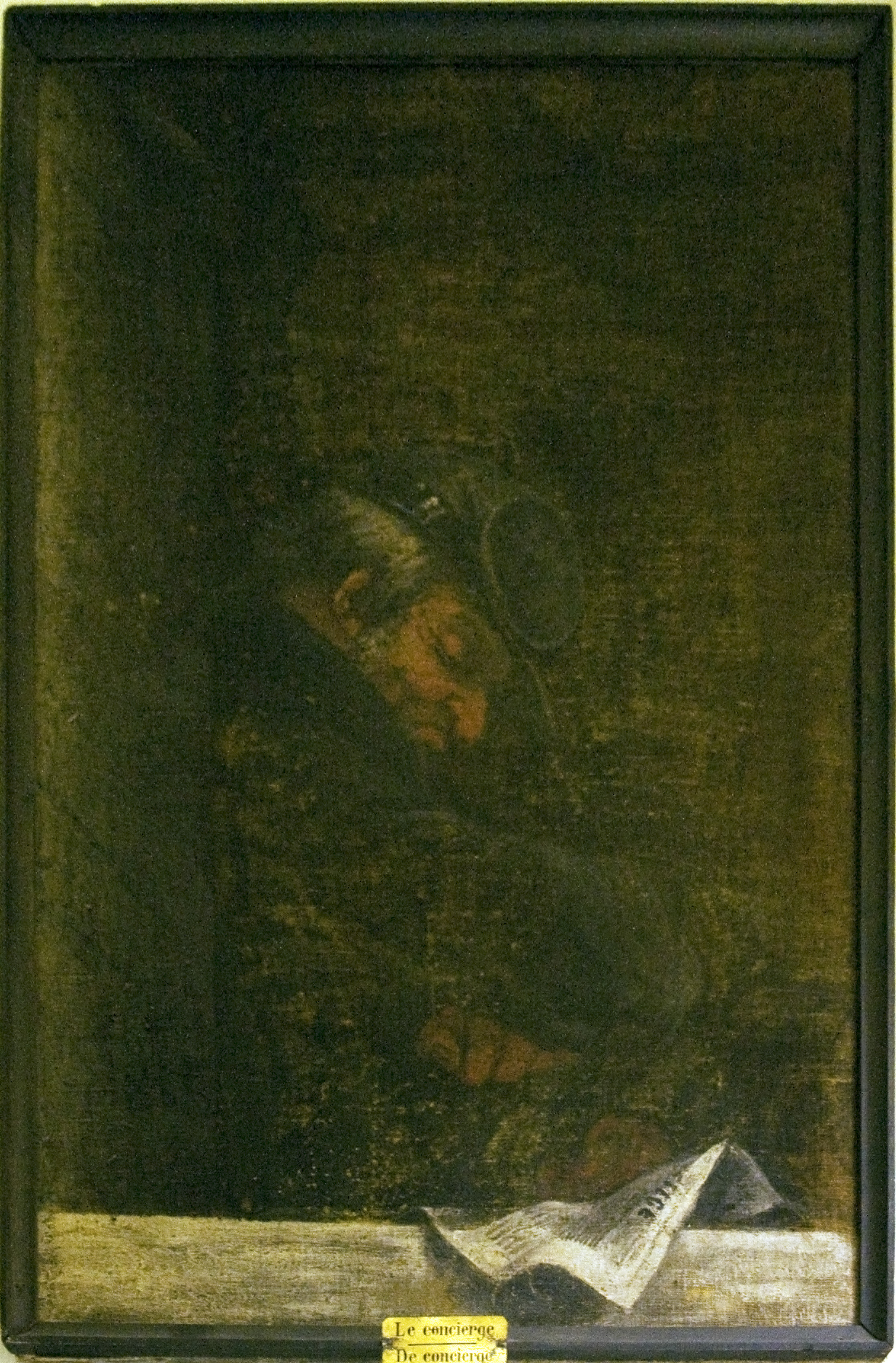
En concierge avbildad på en oljemålning.

Concierge (franska: kɔ̃sjɛʁʒ) betyder ursprungligen i Frankrike en roll som i Sverige motsvaras av en roll mellan portvakt och vicevärd. Numera avses också den person som på större hotell runt om i världen kan hjälpa gästerna med bokningar av biljetter till föreställningar, bordsbokningar eller bra tips på aktiviteter i en stad under semestervistelsen.